# Polygonus leo
Polygonus leo är en fjärilsart som beskrevs av Gmelin 1790. Polygonus leo ingår i släktet Polygonus och familjen tjockhuvuden. Inga underarter finns listade i Catalogue of Life.